# 伦普滕多夫
伦普滕多夫是德国图林根州的一个市镇。总面积97.34平方公里，总人口3767人，其中男性1923人，女性1844人（2011年12月31日），人口密度39人/平方公里。